# Кулешова, Роза Алексеевна
Роза Алексеевна Кулешова (Бородина) (29 мая 1940, с. Покровка, Нижнетагильский горсовет, Свердловская область, РСФСР, СССР — 31 января 1978, Свердловск) — советская женщина, выдававшая себя за экстрасенса. Впоследствии была уличена в подглядываниях и разоблачена.

## Биография
Роза Бородина родилась в 1940 году в небольшом селе Покровка близ Нижнего Тагила. Отец Алексей Бородин погиб на фронте. Воспитывалась она у бабушки, помогала ей по хозяйству и училась в школе № 7 Нижнего Тагила. В результате септического поражения мозга в возрасте четырнадцати лет Роза страдала эпилепсией. В её семье были слепые родственники, поэтому она с шестнадцати лет знала шрифт Брайля. После семи классов стала работать санитаркой в городской инфекционной больнице Нижнего Тагила, руководила драматическим кружком в филиале Всероссийского общества слепых. В 1960 году вышла замуж за Валентина Кулешова, в 1961 году родилась дочь Ирина.
В 1962 году Кулешова выступала в открывшемся Нижнетагильском цирке, читая текст и называя цвета изображений с закрытыми глазами.
В 1964 году новости о способностях Кулешовой и опытах, проводимых с её участием учёными, достигли международной прессы. В июньском номере Life Magazine за 1964 год Альберт Розенфельд подробно описал обнаруженный феномен Розы Кулешовой и проведённые исследования, указывая на их возможную неточность.
В 1965 году переехала и поступила работать санитаркой в коррекционной школе-интернате для слепых и слабовидящих детей в городе Верхней Пышме Свердловской области. Во второй половине 1960—1970-х годов Кулешова с дочерью Ирой жила в однокомнатной квартире на улице Громова в доме 136 в Свердловске, а Свердловское отделение Всесоюзного общества «Знание» оказывало им помощь.
Скончалась в 1978 году от кровоизлияния, вызванного опухолью мозга. Похоронена на Сибирском кладбище Екатеринбурга.

## Выступления
В процессе публичных выступлений Р. А. Кулешовой демонстрировались следующие трюки: она читала печатный текст книг с помощью пальцев рук, читала с помощью пальцев ног и локтя заголовки статей газет, книг, одновременно называя цвет обложки. Протянув вперёд руки, Кулешова на расстоянии 2—3 метров опознавала предметы, испытывая затруднения лишь при распознавании мелких деталей. Угадывала задуманные карты Зенера. По её утверждению, она обучилась диагностике ряда заболеваний, сопровождающихся местным повышением температуры кожных покровов (воспалительные процессы в почках, печени, желудке, заболевания зубов и т. п.). Со слов Кулешовой, наибольшей чувствительностью к восприятию напечатанных символов обладали 3-й и 4-й пальцы её правой руки.
Первым исследователем «способностей» Кулешовой в начале 1960-х годов стал врач-невропатолог городской больницы Нижнего Тагила И. М. Гольдберг. В № 202 газеты «Тагильский рабочий» за 1962 год вышла статья кандидата педагогических наук А. С. Новомейского по итогам научной конференции Уральского отделения Всесоюзного общества психологов, прошедшей в Нижнем Тагиле. В числе прочего рассказывалось об исследованиях Гольдберга. В 1962—1963 годах вышли публикации в журнале «Наука и жизнь». В советской и российской литературе сторонников «экстрасенсорных способностей» для так называемого кожного зрения встречается название «феномен Розы Кулешовой», поскольку она была первой, чьи способности были достаточно распропагандированы и получили отражение в публикациях.
После демонстрации способностей Кулешовой в Нижнем Тагиле И. Гольдберг направил её для обследования в Свердловск.
В декабре 1962 года Кулешова приехала в Москву, где исследованием её способностей занимались М. С. Смирнов и М. М. Бонгард из лаборатории зрения Института биофизики АН СССР. В итоге Кулешова продемонстрировала свои способности в десятиминутной передаче на советском телевидении.
В 1970 году в «New York Times» со ссылками на «Ассошиэйтед Пресс» появилась информация о разоблачении Кулешовой. Указывалось, что она подглядывала через неплотную повязку и использовала звуки, издаваемые при переключении источника света, для идентификации цветов. Разоблачения трюков Кулешовой публиковались также «Литературной газетой», по просьбе которой Кулешову обследовали как специалисты-физиологи, так и профессиональные иллюзионисты.